# Чистяков Іван Михайлович
Чистяков Іван Михайлович (рос. Чистяков Иван Михайлович, 14 (27) вересня 1900, сел. Отрубніво, нині Кашинський район Калінінської обл. — 7 березня 1979, Москва) — радянський воєначальник, генерал-полковник (1944). Герой Радянського Союзу (1944). Член КПРС з 1926 року. Депутат Верховної Ради СРСР в 1946—1950, 1954—1958 роках.

## Біографія

### Громадянська війна
Вступив до Червоної армії у травні 1918 року. Під час Громадянської війни у складі Тульського робочого загону, брав участь в придушенні селянського повстання в Тульській губернії в липні 1918 року. Потім воював проти військ генерала Краснова на Дону, там був тяжко поранений. У 1920 році закінчив кулеметну школу в Ростові-на-Дону і призначений старшим кулеметної команди стрілецького батальйону на Північно-Кавказькому фронті.

### Міжвоєнний період
У 1921 році служив в 124-му стрілецькому полку 14-ї стрілецької дивізії (помічник командира взводу, старшина взводу, командир взводу). З червня 1921 року — в 1-му стрілецькому полку Тринадцятої Дагестанської стрілецької дивізії (командир взводу), з липня 1922-го по 1936 роки — в 37-му стрілецькому полку 1-ї стрілецької дивізії Північно-Кавказького військового округу. Командував стрілецьким взводом, кулеметною командою, кулеметною ротою, батальйоном. З 1932 року Чистяков служив помічником командира 37-го стрілецького полку.
У 1925 році закінчив командирське відділення піхотної школи, а в 1927 і в 1929 роках у Москві закінчив різні факультети Стрілецько-тактичних курсів удосконалення комскладу РСЧА «Постріл» імені Комінтерну.
З серпня по листопад 1941 року навчався на прискорених курсах при Академії Генерального штабу. У 1949 році закінчив Вищі академічні курси при Вищій військовій академії імені Ворошилова (Військова академія Генерального штабу).
У липні 1936 року переведений на Далекий Схід і призначений начальником першої (оперативної) частини штабу 92-ї стрілецької дивізії. Наприкінці 1936 року Чистяков був призначений командиром 275-го стрілецького полку, в листопаді 1937 року — командиром 105-ї стрілецької дивізії в 1-й Окремій Червонопрапорній армії.
Полковник з 1938 року.
З липня 1939 року — помічник командира 39-го стрілецького корпусу в тій же армії Далекосхідного фронту. У лютому 1940 року відбулося нове призначення — начальник Владивостоцького піхотного училища.
З березня 1941 року — командир 39-го стрілецького корпусу в Окремій Червонопрапорній армії Далекосхідного фронту (Приморський край).

### Друга світова війна
У серпні 1941 — листопаді 1941 року закінчив прискорені курси при Академії Генерального штабу. У грудні 1941 — січні 1942 року — командир 64-ї окремої бригади морської піхоти. Брав участь у контрнаступі під Москвою. 17 січня 1942 року присвоєно звання генерал-майора.
У січні 1942 — квітні 1942 року — командир 8-ї гвардійської Панфілівської стрілецької дивізії. Бере участь у боях на Західному і Північно-західному фронтах.
Квітень 1942 — вересень 1942 року — командир 2-го гвардійського стрілецького корпусу. Калінінський фронт. Вересень 1942 — жовтень 1942 року — командувач 1-ї гвардійської армії. Донський фронт. Жовтень 1942 — травень 1945 року — командувач 21-ї (з 22 квітня 1943 року — 6-ї гвардійської) армії. Брав участь у Сталінградській битві, Харківські оборонній операції, Курській битві, звільненні Харкова, операції «Багратіон». 18 січня 1943 року надано звання генерал-лейтенанта, а 28 червня 1944 року — генерала-полковника.
У травні 1945 — жовтні 1945 року призначений командувачем 25-ї армії 1-го Далекосхідного фронту. Брав участь у бойових діях на території Північної Кореї.

### Подальші роки
З 1945 по 1947 рік командував арміями на Далекому Сході (Північна Корея). З 1947 року — у Білоруському військовому окрузі, а з 1949 року — в групі радянських військ у Німеччині.
У 1949 році закінчив Вищі академічні курси при Вищій військовій академії імені Ворошилова (Військова академія Генерального штабу).
З 1954 року — перший заступник командувача військами Закавказького військового округу.
У 1957 році І. М. Чистяков був призначений генералом-інспектором інспекції Сухопутних військ Головної інспекції МО СРСР.
З 1968 року І. М. Чистяков — у відставці.
Депутат Верховної Ради СРСР 2-го (1946—1950) і 4-го (1954—1958) скликань.

## Нагороди
- Герой Радянського Союзу, 22.07.1944 (медаль № 4159)
- Два ордени Леніна.
- П'ять орденів Червоного Прапора.
- Два ордени Суворова I ступеня.
- Два ордени Кутузова I ступеня.
- Орден Суворова II ступеня.
- Медалі
- Іноземні ордени й медалі.

## Мемуари
- Чистяков И. М. Служим Отчизне. — М.: Воениздат, 1985.
- Чистяков И. М. «По приказу Родины», Москва, 1971 год.